# Alfred Prang

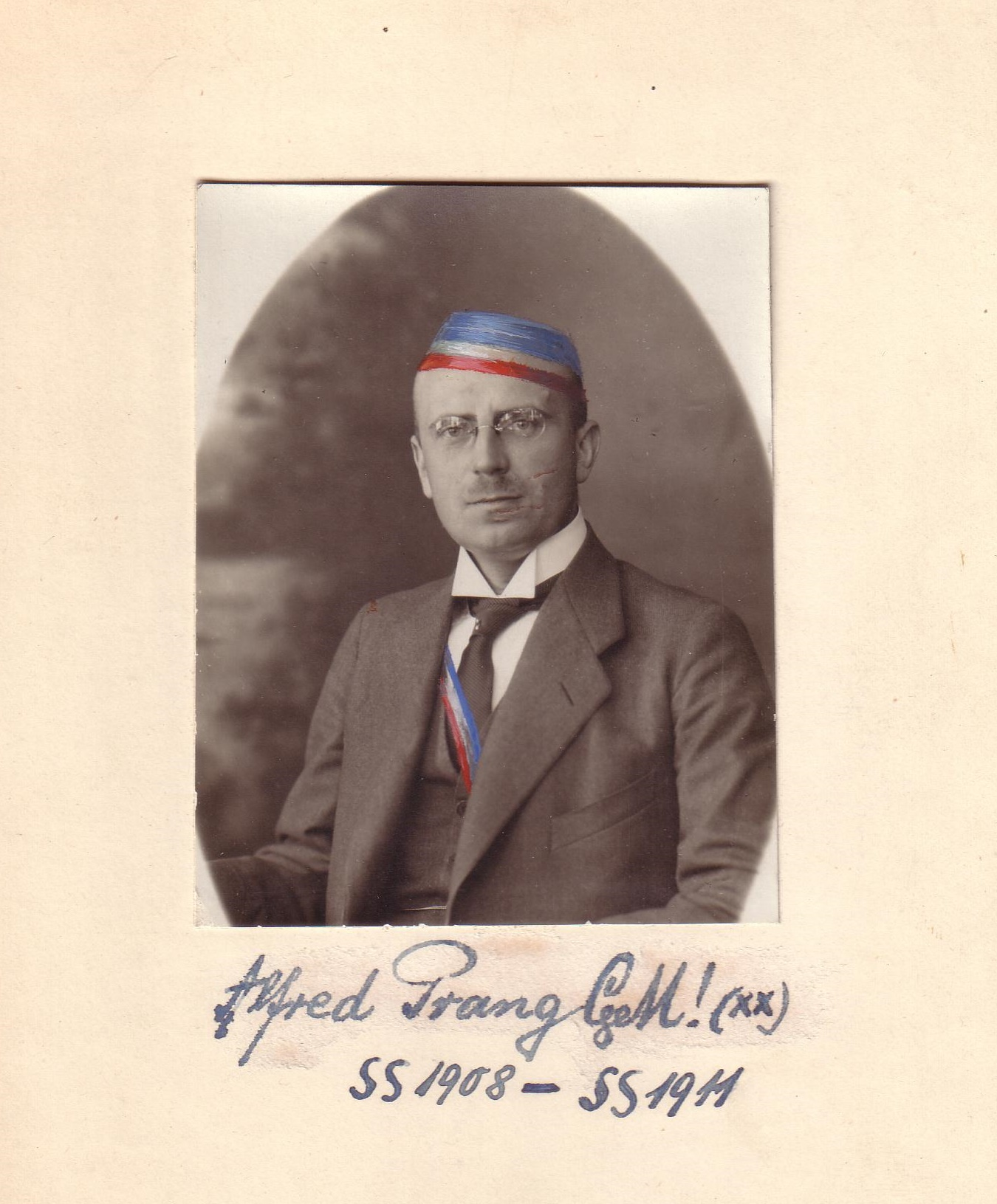
Alfred Prang im Couleur des Corps Masovia

Alfred Emil Arthur Prang (* 25. September 1887 in Marggrabowa; † 9. April 1967 in München) war ein deutscher Ministerialbeamter im Verkehrswesen.

## Leben
Als Sohn eines Brauerei- und Brennereibesitzers in Masuren besuchte Prang die Herzog-Albrechts-Schule (Rastenburg). Im Sommersemester 1908 begann er Rechtswissenschaft, Volkswirtschaft und Staatswissenschaften an der Albertus-Universität Königsberg zu studieren. Im selben Semester wurde er im Corps Masovia aktiv. Als Inaktiver wechselte er 1910 an die Friedrichs-Universität Halle. Das Referendarexamen bestand er 1912 am Oberlandesgericht Naumburg. Am Ersten Weltkrieg nahm er als Artillerieoffizier teil und wurde mit beiden Klassen des Eisernen Kreuzes ausgezeichnet.
Seit 1920 Gerichtsassessor, kam er 1921 an die Reichsfinanzverwaltung und wechselte unter Ernennung zum Regierungsrat in den Eisenbahndienst. Von 1922 bis 1924 war er Dezernent bei der Reichsbahndirektion Königsberg, ab 1924 Leiter des Eisenbahnverkehrsamtes Gera. Ab 1926 war er in der Hauptverwaltung der Deutschen Reichsbahngesellschaft tätig. Zum 1. Mai 1933 trat er der NSDAP bei (Mitgliedsnummer 3.473.513) und vertrat nach der Machtübernahme der Nationalsozialisten in der Öffentlichkeit das für Finanzen zuständige Vorstandsmitglied Ludwig Homberger, der jüdischer Abstammung war. Nach dessen Entlassung 1935 wurde Prang sein Nachfolger. 1937 wechselte er als Ministerialdirektor ins Reichsverkehrsministerium, blieb aber auf seinem Posten bei der Reichsbahn und den Reichsautobahnen.
In der Nachkriegszeit in den Zonenbeirat berufen, reorganisierte er bei der neu gegründeten Reichsbahn-Generaldirektion das Eisenbahnwesen in der Bizone. 1948 war er Mitglied des Sachverständigenausschusses Reichsbahn bei der Bank deutscher Länder. Zum 1. Juni 1949 wurde ihm der Aufbau der Gesamtorganisation der Deutschen Verkehrs-Kredit-Bank übertragen. Seit dem 16. Februar 1952 deren Vorstandsmitglied, wurde er 1960 pensioniert.
1950 verlieh ihm der Altherrenverein des Corps Palaiomarchia des Band. Wegen seiner großen Verdienste  beim Aufbau des Corps Palaiomarchia Masovia in Kiel wurde er 1955 zu dessen Ehrenmitglied gewählt.

## Auszeichnungen
- Lippischer Hausorden
- Ehrenmitglied des Corps Palaiomarchia-Masovia (1955)[4]
- Großes Bundesverdienstkreuz (1957)

## Schriften
- Methoden der inneren Finanzwirtschaft der Deutschen Reichsbahn. Die Reichsbahn 9 (17. Mai 1933), S. 410–419.